# Гоголево (село, Миргородский район)
Го́голево (укр. Гоголеве) — село, Гоголевский сельский совет, Миргородский район (ранее Шишацкий район), Полтавская область, Украина.
Код КОАТУУ — 5325781601. Население по переписи 2001 года составляло 524 человека.
Является административным центром Гоголевского сельского совета, в который, кроме того, входят сёла
Воронянщина,
Маликовщина,
Шарлаевка и
Шафрановка.

## Географическое положение
Село Гоголево находится в 3-х км от левого берега реки Говтва, в 0,5 км от сёл Воронянщина и Шарлаевка.
По селу протекает пересыхающий ручей с запрудой.

## История
В 1946 году указом ПВС УССР село Яновщина переименовано в Гоголево.

## Экономика
- «Гоголево», АФ, ООО.

## Объекты социальной сферы
- Школа.
- Дом культуры.

## Достопримечательности
- В селе расположен Музей-усадьба Н. В. Гоголя. Родовое имение Гоголей, где писатель провёл свои детские и юношеские годы. Открыт к 175-летию писателя. Усадьба воспроизведена по фотографиям, рисункам, планам, письмам и воспоминаниям современников. Восстановлен родительский дом и флигель с рабочим кабинетом Гоголя, сохранились пруды, грот, сад, могила родителей.
- Готовится к восстановлению Церковь Рождества Пресвятой Богородицы села Гоголево.

## Известные люди
- Василий Гоголь-Яновский (1777—1825) — писатель, отец Николая Гоголя, родился в селе Яновщина (ныне Гоголево).

## Интернет-ссылки
- Путешествие одного дня. Гоголево. Государственный музей-заповедник Н.Гоголя. poltavahistory.inf.ua. Дата обращения: 27 апреля 2020.